# Villecey-sur-Mad
Villecey-sur-Mad – miejscowość i gmina we Francji, w regionie Grand Est, w departamencie Meurthe i Mozela.
Według danych na rok 1990 gminę zamieszkiwało 209 osób, a gęstość zaludnienia wynosiła 28 osób/km² (wśród 2335 gmin Lotaryngii Villecey-sur-Mad plasuje się na 836. miejscu pod względem liczby ludności, natomiast pod względem powierzchni na miejscu 794.).